# Diócesis de Incheon
La diócesis de Incheon (en latín: Dioecesis Inchonen(sis) y en coreano: 天主教仁川教區) es una circunscripción eclesiástica latina de la Iglesia católica en Corea del Sur, sufragánea de la arquidiócesis de Seúl. La diócesis tiene al obispo John Baptist Jung Shin-chul como su ordinario desde el 10 de noviembre de 2016.

## Territorio y organización
La diócesis extiende su jurisdicción sobre los fieles católicos de rito latino residentes en las ciudades de Incheon, Gimpo, Bucheon, Siheung (en parte) y Ansan en la provincia de Gyeonggi.
La sede de la diócesis se encuentra en la ciudad de Incheon, en donde se halla la Catedral de San Pablo, conocida como Catedral de Dapdong, por el barrio en el que se encuentra.
En 2019 la diócesis estaba dividida en 127 parroquias.

## Historia
El catolicismo llegó a la región en 1846. El vicariato apostólico de Incheon fue erigido el 6 de junio de 1961 con la bula Coreanae nationis orae del papa Juan XXIII separando territorio del vicariato apostólico de Seúl (hoy arquidiócesis).
El 10 de marzo de 1962 el vicariato apostólico fue elevado a diócesis con la bula Fertile Evangelii semen del papa Juan XXIII.

## Episcopologio
- William John McNaughton, M.M. † (6 de junio de 1961-25 de abril de 2002 retirado)
- Boniface Choi Ki-San † (25 de abril de 2002 por sucesión-30 de mayo de 2016 falleció)
- John Baptist Jung Shin-chul, desde el 10 de noviembre de 2016

## Estadísticas
De acuerdo al Anuario Pontificio 2020 la diócesis tenía a fines de 2019 un total de 517 105 fieles bautizados.
| Año                                                                             | Población            | Población | Población      | Sacerdotes | Sacerdotes    | Sacerdotes    | Bautizados por sacerdote | Diáconos permanentes | Religiosos | Religiosos | Parroquias |
| Año                                                                             | Bautizados católicos | Total     | % de católicos | Total      | Clero secular | Clero regular | Bautizados por sacerdote | Diáconos permanentes | Varones    | Mujeres    | Parroquias |
| ------------------------------------------------------------------------------- | -------------------- | --------- | -------------- | ---------- | ------------- | ------------- | ------------------------ | -------------------- | ---------- | ---------- | ---------- |
| 1970                                                                            | 54 983               | 951 662   | 5.8            | 29         | 10            | 19            | 1895                     |                      | 28         | 95         | 17         |
| 1980                                                                            | 79 290               | 1 491 484 | 5.3            | 50         | 28            | 22            | 1585                     |                      | 39         | 167        | 33         |
| 1990                                                                            | 202 562              | 2 709 130 | 7.5            | 85         | 52            | 33            | 2383                     |                      | 62         | 329        | 56         |
| 1999                                                                            | 327 866              | 3 553 613 | 9.2            | 141        | 100           | 41            | 2325                     |                      | 65         | 464        | 72         |
| 2000                                                                            | 340 008              | 3 609 282 | 9.4            | 157        | 110           | 47            | 2165                     |                      | 78         | 479        | 77         |
| 2001                                                                            | 353 219              | 3 674 009 | 9.6            | 165        | 120           | 45            | 2140                     |                      | 85         | 509        | 80         |
| 2002                                                                            | 363 681              | 3 657 511 | 9.9            | 167        | 128           | 39            | 2177                     |                      | 75         | 525        | 81         |
| 2003                                                                            | 372 213              | 3 686 925 | 10.1           | 177        | 134           | 43            | 2102                     |                      | 92         | 504        | 85         |
| 2004                                                                            | 375 313              | 3 753 748 | 10.0           | 181        | 138           | 43            | 2073                     |                      | 87         | 523        | 90         |
| 2006                                                                            | 397 256              | 4 240 000 | 9.4            | 200        | 168           | 32            | 1986                     |                      | 152        | 520        | 102        |
| 2013                                                                            | 465 496              | 4 516 050 | 10.3           | 293        | 247           | 46            | 1588                     |                      | 138        | 631        | 118        |
| 2016                                                                            | 496 364              | 4 361 610 | 11.4           | 309        | 259           | 50            | 1606                     |                      | 135        | 632        | 122        |
| 2019                                                                            | 517 105              | 4 433 292 | 11.7           | 345        | 290           | 55            | 1498                     |                      | 113        | 628        | 127        |
| Fuente: Catholic-Hierarchy, que a su vez toma los datos del Anuario Pontificio. |                      |           |                |            |               |               |                          |                      |            |            |            |